# بيتر فيليس
بيتر فيليس (بالسلوفاكية: Peter Velits)‏ (و. 1985  م) هو راكب دراجة هوائية سلوفاكي، ولد في براتيسلافا، شارك في طواف إسبانيا، وسباق طواف فرنسا 2013، وسباق طواف فرنسا 2012، وسباق طواف فرنسا 2014، وطواف فرنسا، وسباق طواف فرنسا 2011.

## سجل الفوز

### سباقات أو مراحل فاز بها
| التاريخ        | السباق                                                    | المركز                   |
| -------------- | --------------------------------------------------------- | ------------------------ |
| 01 يناير 2006  | Grand Prix Guillaume Tell 2006                            |                          |
| 12 مارس 2006   | Giro del Capo 2006                                        | الفائز في التصنيف العام  |
| 01 يناير 2007  | سباق الطريق لأقل من 23 سنة في بطولة العالم 2007           | الفائز في التصنيف العام  |
| 09 يونيو 2007  | جي بي تريبرغ شوارزوالد 2007                               |                          |
| 16 سبتمبر 2007 | جي بي دي فورميس 2007                                      | الفائز في التصنيف العام  |
| 07 فبراير 2008 | إنتاكا تك وورلد فيو تشالنج 2008                           |                          |
| 27 يوليو 2008  | سباق طواف فرنسا 2008                                      | الثامن في تصنيف أفضل شاب |
| 06 سبتمبر 2008 | دويتشلاند تور 2008                                        | التاسع في تصنيف أفضل شاب |
| 07 مارس 2009   | مونت باشي ستراد بينك 2009                                 | السابع في التصنيف العام  |
| 17 مارس 2009   | تيرينو ادرياتيكو 2009                                     | التاسع في تصنيف أفضل شاب |
| 21 مارس 2009   | ميلان-سان ريمو 2009                                       | العاشر في التصنيف العام  |
| 07 يونيو 2009  | غروسر برايس ديس كانتونس أرجو 2009                         | الفائز في التصنيف العام  |
| 01 أغسطس 2009  | طواف سان سيباستيان 2009                                   |                          |
| 19 فبراير 2012 | طواف عمان 2012                                            | الفائز في التصنيف العام  |
| 21 يونيو 2012  | 2012 Slovakia National Road Cycling Championships Men ITT | الفائز في التصنيف العام  |
| 24 يونيو 2012  | 2012 Slovakia National Road Cycling Championships Men RR  |                          |
| 21 يونيو 2013  | 2013 Slovakia National Road Cycling Championships Men ITT | الفائز في التصنيف العام  |
| 26 يونيو 2014  | سباق الطريق ضد الساعة للرجال في بطولة سلوفاكيا 2014       | الفائز في التصنيف العام  |
| 29 يونيو 2014  | سباق الطريق للرجال في بطولة سلوفاكيا لسباق الدراجات 2014  |                          |

## روابط خارجية
- بيتر فيليس على موقع الاتحاد الدولي للدراجات (الإنجليزية)
- بيتر فيليس على موقع أرشيف الدراجات (الإنجليزية)
- بيتر فيليس على موقع إحصائيات الدراجات الإحترافية (الإنجليزية)
- بيتر فيليس على موقع نسبة الدراجات (الإنجليزية)
- بيتر فيليس على موقع CycleBase (الإنجليزية)